# Mistrzostwa Europy w Podnoszeniu Ciężarów 1903
Mistrzostwa Europy w Podnoszeniu Ciężarów 1903 – 6. edycja mistrzostw Europy w podnoszeniu ciężarów, która odbyła się 13 września 1903 w Rotterdamie (Holandia ). Startowali tylko mężczyźni w 1 kategorii wagowej.

## Medaliści
| Kategoria: | Złoto:        | Srebro:    | Brąz:             |
| + 82,5 kg  | Andreas Maier | Jim Spraut | Albert Dorregeest |

## Klasyfikacja medalowa
| Miejsce | Reprezentacja        | Złoto | Srebro | Brąz | Razem |
| 1.      | Cesarstwo Niemieckie | 1     | 0      | 0    | 1     |
| 2.      | Holandia             | 0     | 1      | 1    | 2     |